# مصادر التشريع المسيحي

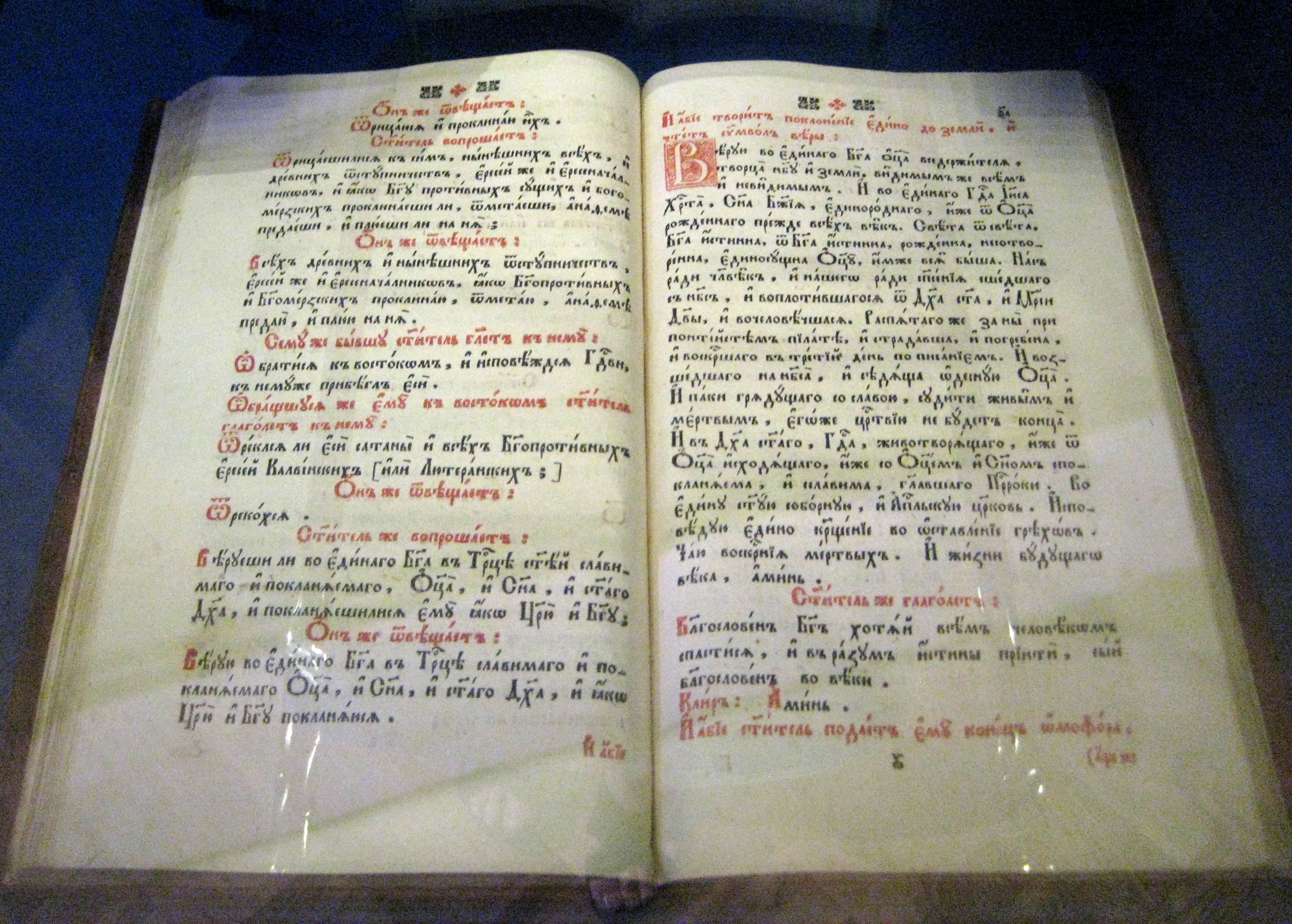
قانون الإيمان أو كما يُسمَّى بقانون الإيمان المسيحي باللغة اليونانيّة، وهو نص عبارة عن صياغة أدبية للعقائد المسيحية.

تعتمد الكنائس التقليدية المسيحية الأربعة وهي: الكاثوليكية، الأرثوذكسية الشرقية، الأرثوذكسية المشرقية، والنسطورية، على التقليد وكتابات آباء الكنيسة والمجامع إلى جانب الكتاب المقدس في التشريع. لا تعتبر الكنائس البروتستانتية من ضمن الكنائس التَّقليدية، ذلك لتمسكها بالكتاب المقدس وحده ورفضها للسلطة التراتبية والأسرار السبعة؛ ويعتبر الكتاب المُقدَّس وحده هو مصدر السُّلطان التَّشريعي.
بشكل عام تعتبر الكنيسة الكاثوليكية الأكثر تطويرًا للعقائد المسيحية من خلال دراسة خلفية النص بدلاً من حرفيته، على عكس بعض الكنائس البروتستانتية التي تنحو نحو التفسير الحرفي للكتاب المقدس بفرض سلسة من الشرائع كالقيود على الطعام وختان الذكور الذي تفرضه أيضًا كنيسة التوحيد الأرثوذكسية الإثيوبية والكنيسة القبطية الأرثوذكسية وكنيسة التوحيد الأرثوذكسية الإريترية.

### الكتاب المقدس

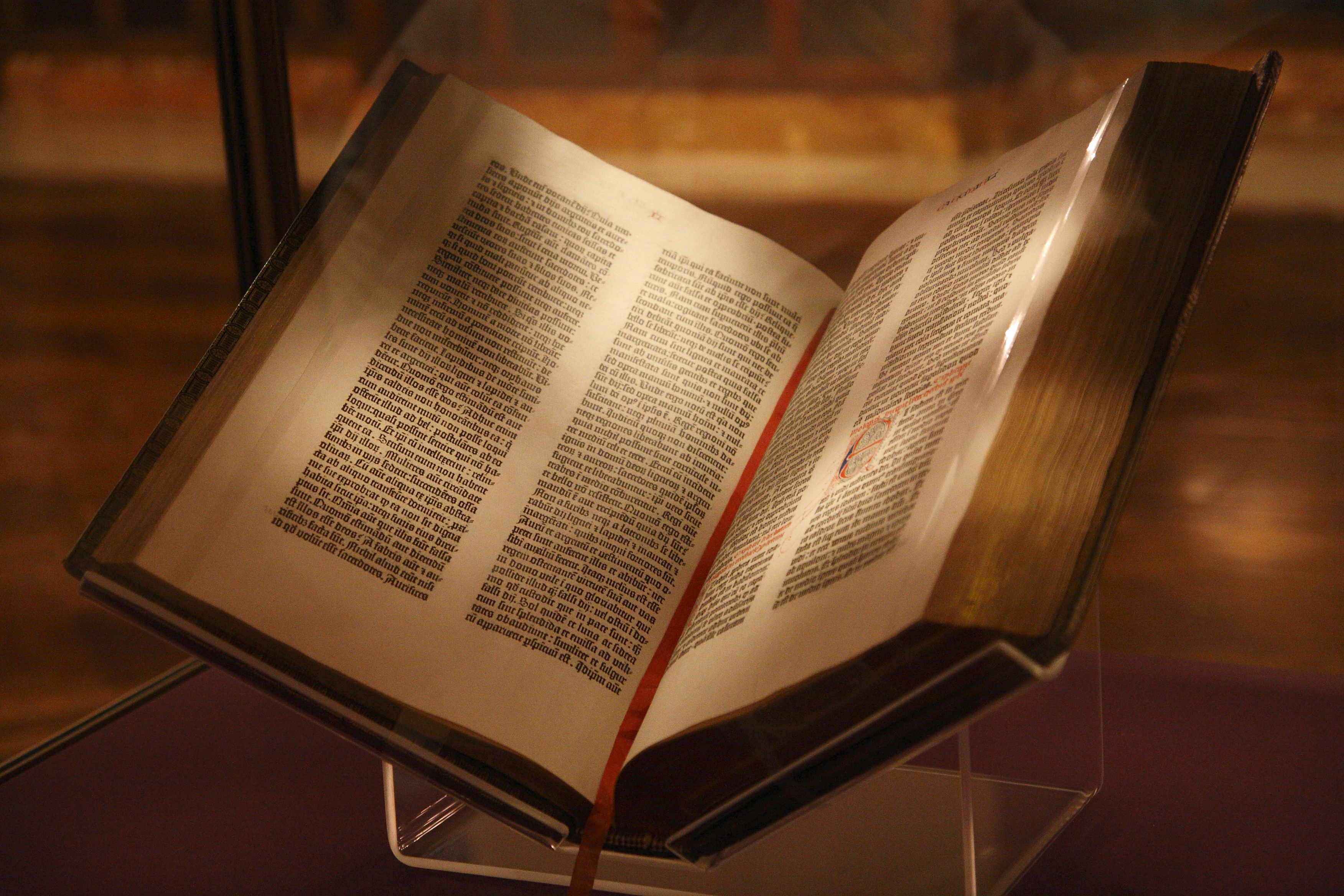
نسخة غوتنبرغ من الكتاب المقدس، وهو أول كتاب مطبوع في العالم الغربي.

الكتاب المقدس هو المصدر الرئيسي والأهم في التشريع المسيحي. وينقسم الكتاب المقدس لدى المسيحيين إلى قسمين متمايزين هما العهد القديم والعهد الجديد. ويتكون العهد القديم من من ستة وأربعين كتابًا يطلق عليها اسم أسفار، وقد قسّمت أسفار العهد القديم حسب التقليد المسيحي إلى أربعة أقسام وفروع أولها التوراة التي تؤلف أسفار موسى الخمسة، ثم الأسفار التاريخية وأسفار الأنبياء والحكمة؛ أما العهد الجديد فيحتوي على سبعة وعشرين سفرًا وهي الأناجيل القانونية الأربعة بالإضافة إلى أعمال الرسل وأربعة عشر رسالة لبولس وسبع رسائل لرسل وتلاميذ آخرين وسفر الرؤيا. ومواضيع الأسفار مختلفة، فإن اعتبر سفر التكوين قصصيًا بالأولى، فإن سفر اللاويين تشريعيًا بالأحرى، أما المزامير فسفرٌ تسبيحي، ودانيال رؤيوي.
كتبت أسفار العهد القديم بالعبرية التوراتية، وأسفار العهد الجديد باليونانية القديمة، ونتيجة انقراض كلا اللغتين، يدفع بمراجعات ترجمة المعاني دوريًا، وبكل الأحوال فإنّ علماء الكتاب المقدس من مسيحيين أو يهود أو ملاحدة، اتفقوا أن النصّ الحالي مثبت إثباتًا حسنًا بضوء الأدلة الداخلية والخارجيّة، بغض النظر عن بعض التراجم التي لا تتبع أحدث الدراسات الكتابيّة. وتتضمن نصوص الكتاب المقدس الأحداث التاريخية، والترانيم، والأمثال، والخُطب، والِشعر، والنبوءات، بالإضافة إلى الأحكام القضائية، والفرائض العائلية، والشرائع الأدبية والدينية.
ويُعد العهد الجديد مصدر للّلاهوت المسيحي والأخلاق المسيحية. وفقًا لطبعة مارس 2007 من مجلة تايم، فإن الكتاب المقدس «هو الكتاب الأكثر تأثيرًا على الإطلاق... لقد عمل الكتاب المقدس على تشكيل الأدب والتاريخ والترفيه والثقافة أكثر من أي كتاب كتب على الإطلاق. تأثيره على تاريخ العالم لا مثيل له، ولا يظهر أي علامات على التراجع. حتى الثقافة الشعبية متأثرة بشدة بالكتاب المقدس».
الكتاب المقدس القانوني أو المعياري أو القياسي أو الإمام؛ هو سلسلة من الكتب التي أثبتتها اليهودية والمسيحية كمكونات للكتاب المقدس، وبالتالي أصبحت المعيار (الإمام) لممارساتهم الدينية. تبنت الكنيسة القديمة جميع كتابات التناخ ووضعتها كعهد قديم قبل العهد الجديد، الذي تمت معياريته أخيرًا حوالي 400 ميلادي. وبذلك، أكدت صحة الكتاب المقدس اليهودي الإيمان المسيحي. كما اعتمدت الكنيسة الرومانية الكاثوليكية والكنائس الأرثوذكسية كتبًا أخرى من الترجمة السبعينية اليونانية في العهد القديم الخاصة بهم.

### الشرائع الرسولية

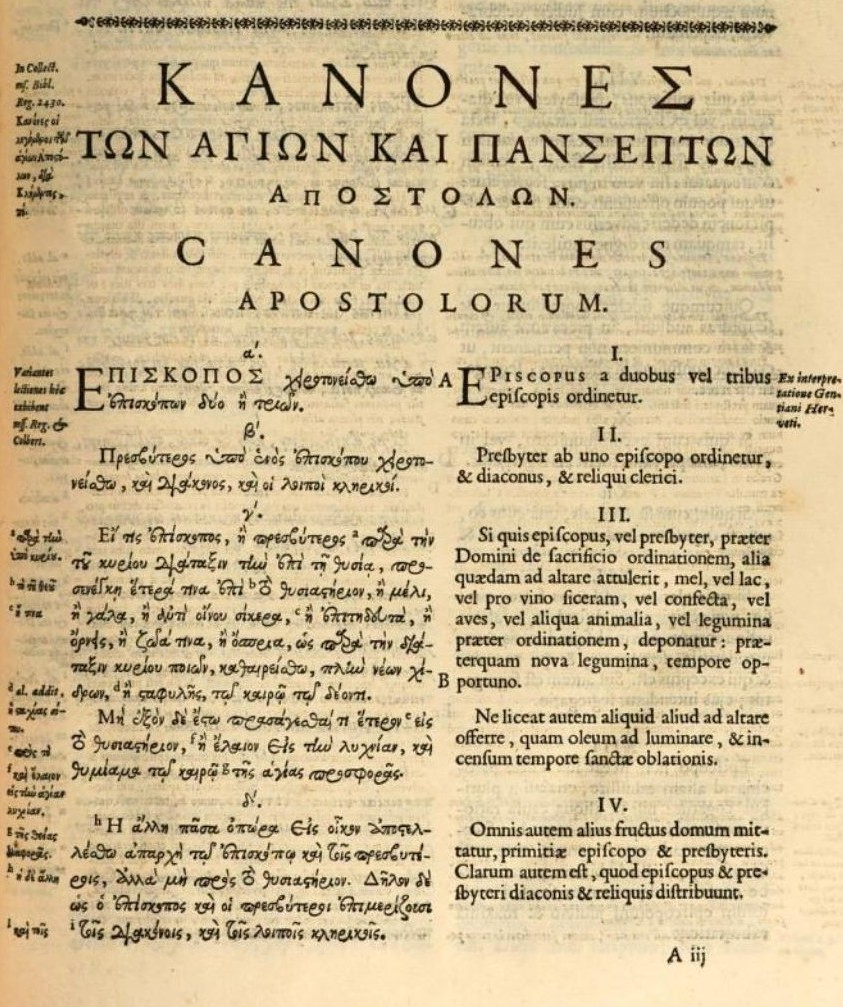
القوانين واحد إلى أربعة من الشرائع الرسولية، باليونانية (يسار) واللاتينية (يمين) من طبعة 1715.

الشرائع الرسولية أو شرائع الرسل الكنسيّة هي عبارة عن مجموعة من المراسيم الكنسية القديمة بشأن الحكومة والانضباط في الكنيسة المسيحية المبكرة، وجدت لأول مرة بوصفها الفصل الثامن من كتاب الدساتير الرسولي. تُرجم الكتاب إلى العديد من اللغات المنتشرة داخل الكنائس المسيحية الشرقية؛ منها اللغة العربية، والسريانية، والأرمنية والقبطية. وتُدرج كتاب الشرائع في مجموعات شرائع وكتب فقه الكنيسة الغربية. وحسب القانون الكنسي 85 الكتاب موضوع على قائمة الكتب الكنسية، وبالتالي فإن الكتاب مهم بالنسبة لتاريخ القوانين الكنسية. تتعامل الشرائع تتعامل في الغالب في مواضيع مثل واجبات الأسقف المسيحي، ومؤهلات وسلوك رجال الدين، والحياة الدينية للمسيحيين (مثل فترات الامتناع عن ممارسة الجنس، والصوم)، وإدارتها الخارجية (الطرد، والمجامع، والعلاقات مع الوثنيين واليهود)، والأسرار (المعمودية، والقربان المقدس، والزواج).
تم جمع الشرائع الرسولية في كتب الديدسكاليا والديداخي، والذي يُعد الكتاب المصدر التشريعي المسيحي الثاني بعد الكتاب المقدس في الكنائس التقليدية ويضم تعاليم وأقوال وقوانين الرسل. ويُعالج الكتاب كثيرًا من نواحي الحياة المسيحية، وسيمّا حياة الأسرة المسيحية والزاوج. ويعالج في إسهاب واجبات الأسقف، وموضوع التأديبات الكنسيَّة، والعبادة الليتورجيَّة، وكذلك موضوع الأرامل والشماسات. وتحوي الديداخي على دروس مسيحية وشعائر دينية مثل التعميد وتنظيم الكنيسة.
زاد تأثير الشرائع الرسولية بشكل كبير من خلال الإصدارات المختلفة منها التي سرعان ما أصبحت موجودة في الكنيسة المسيحية الشرقية والغربية. كما أنها تُرجمت (بشكل كامل تقريبًا) إلى اللغة العربية والسريانية والأرمنية والقبطية؛ بشكل عام، يبدو أنهم قد وفرت خلال القرنين الخامس والسادس عنصرًا كبيرًا من التشريع الكنسي في الكنيسة الشرقية.

### المجامع
المجامع هي المصدر الثالث من مصادر التَّقليد والتشريع المسيحي، ويُقصد بالمجامع اجتماع آباء الكنيسة لتقرير مسألة خاصَّة بالدِّيانة المسيحية. وقد تأخذ طابع محلي أو مسكوني. تتفق الكنائس المسيحية التقليدية على المجامع المسكونية السبعة؛ وهي مجامع عالمية التي إجتمع فيها آباء الكنيسة من كلّ البلاد،
وفي نهاية المجامع المسكونية، كان يتمّ وضع قوانين إيمان، وقوانين مجامع. قوانين الإيمان عبارة عن صياغة أدبية للعقائد المسيحية، أمّا قوانين المجامع فهي عبارة عن حُلُول لبعض الإشكاليات الفقهية المسيحية التي تمّ مُناقشتها أيضاً في المجامع المسكونية.

### تعاليم آباء الكنيسة

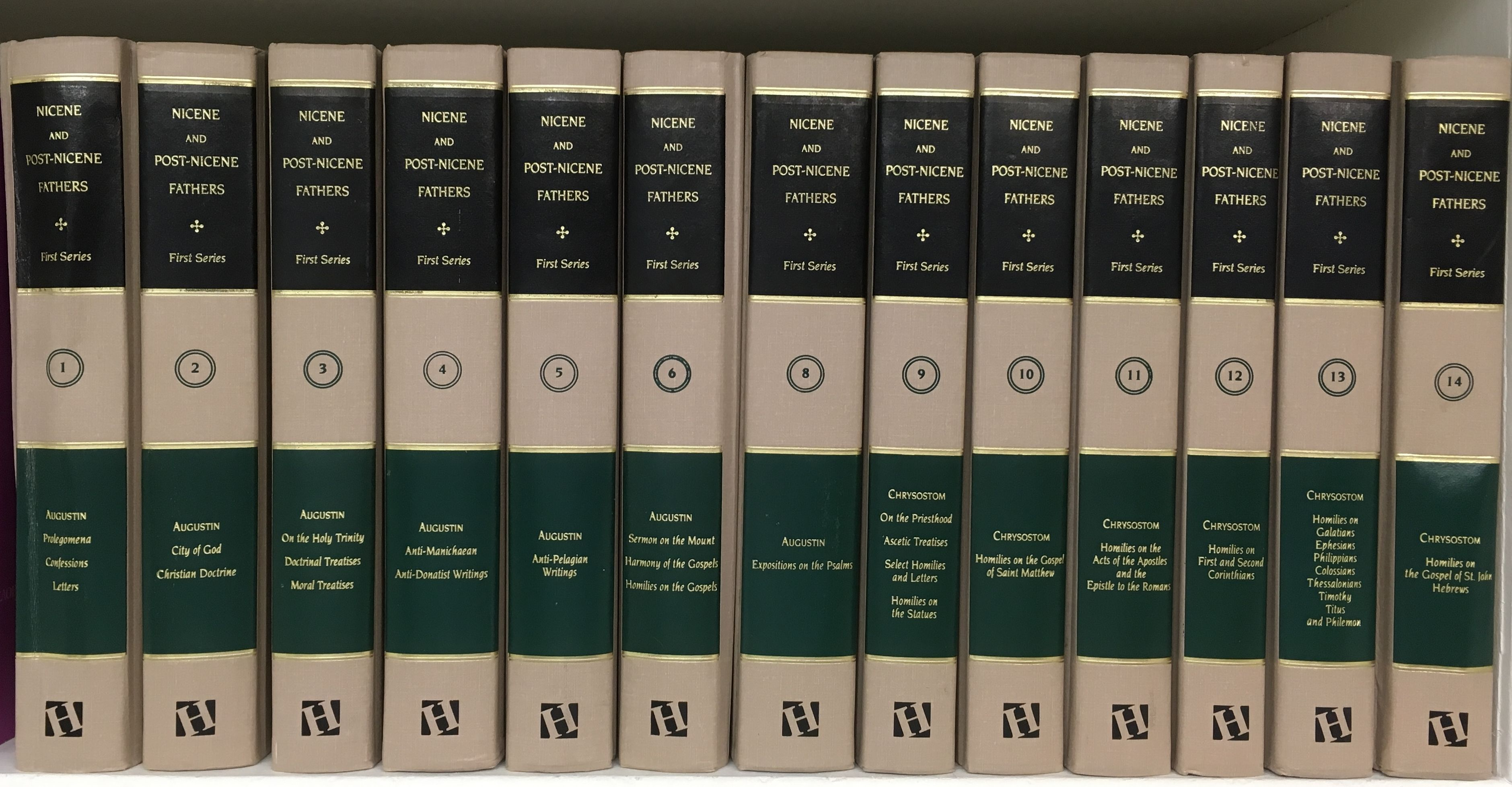
كتب موسوعة آباء نقية وما بعدها.

الآباء يُقصد بهم الذين ألَّفوا كتب ومؤلفات في شرح العقائد المسيحية لنشرها، ودافعوا عنها ضدّ الذين طعنوا فيها، تم جمع مؤلفات آباء الكنيسة في موسوعتين وهما موسوعة آباء ما قبل نقية وموسوعة آباء نقية وما بعدها، ويعتبر العمل مُصنَّف مسيحي فقهي يحتوي على سائر القواعد الدينية التقليدية للسلوك فضلاً عن شرح مفصل عن العقيدة والتعاليم المسيحية.
تضم الموسوعة الأعمال اللاهوتية المتعلقة بالعقيدة المسيحية، والفلسفة المسيحية، والتشريعات الدينية، والقُدَّاسات، والطُّقُوس الدينية وطرق العبادة، والأحكام المعتمدة من الكتاب المقدس والتي تنظم علاقة الفرد بربه، والأحكام التي تنظم الزواج والطلاق وحقوق الأولاد والميراث والوصية، والأحكام التي تنظم علاقة الدولة بالأفراد أو بالدول الأخرى والعلاقات التي تنظم علاقة الفرد بأخيه الفرد.
تضم الموسوعة مؤلفات آباء الكنيسة من العصور المسيحية المبكرة أمثال القديس جاستن، وإيرينيئوس، وإغناطيوس، وبوليكاربوس، وثاوفيلوس، وأثيناغوارس، وإكليمندس الإسكندري، وترتليان، وأوريجانوس، وهيبوليتوس الرومي، وقبريانوس القرطاجي، وديونيسيوس، ويوليوس أفريكانوس، وأوغسطينوس، ويوحنا فم الذهب، ويوسابيوس القيصري، وثيودوريطس، وجيروم، وأثناسيوس الأول، وغريغوريوس النزينزي، وغريغوريوس أسقف نيصص، وباسيليوس قيصرية، ويوحنا الدمشقي، وأمبروز، وليون الأول، وغريغوري الأول، وأفرام السرياني، وأفراهاط وغيرهم. تضم أيضًا أسفار وأعمال مثل شهادات الآباء الاثني عشر، ورسالة برنابا، وإنجيل توما، والكتابات الكليمنتية، وسفر راعي هرمس وأعمال بوليكسينا وريبيكا وغيرها من الأسفار.

### التقاليد المسيحية
التقاليد المسيحية هي عبارة عن مجموعة من التقاليد والممارسات أو المعتقدات المرتبطة بالمسيحية أو جماعات مع المسيحية. هذه المعتقدات لديها أكثر أو أقل سلطة وذلك استنادًا إلى طبيعة الممارسات أو المعتقدات على الجماعة. العديد من الكنائس لديها عادات وممارسات تقليدية مختلفة، مثل أنماط معينة من العبادة أو الطقوس، والتي وضعت على مر الزمن. تطورت طرق عبادة بناءً على التقاليد المسيحية منها الليتورجيا والمسبحة الوردية ودرب الصليب.
تشمل التقاليد أيضًا تدريس تعاليم تاريخية حيث تعترف بها السلطات الكنسيّة، مثل تعاليم المجامع الكنيسة ومؤلفات المسؤولين الكنسيين (على سبيل المثال، البابا، بطريرك القسطنطينية، رئيس اساقفة كانتربري الخ)، ويشمل تدريس الأفراد مثل تعاليم آباء الكنيسة، والمصلحون البروتستانت، ويشمل تدريس كتابات علماء الدين المسيحي مثل تعاليم آباء الكنيسة، والمصلحون البروتستانت، وكتاب الوفاق وكتابات مؤسسي الحركات المسيحية مثل مارتن لوثر وجان كالفن جون ويسلي.

## النظم القانونية المسيحية

### القانون الكنسي

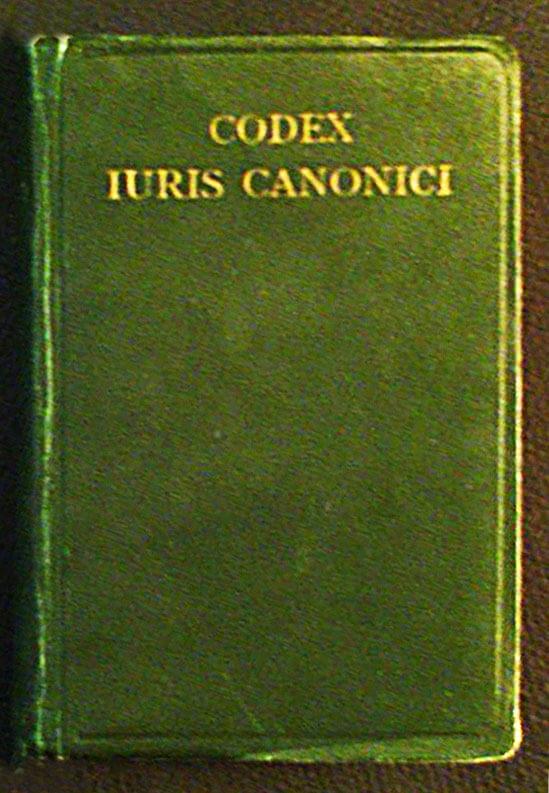
غلاف كتاب القانون الكنسي.

القانون الكنسي هو مجموعة من المراسيم والشرائع والقوانين واللوائح الصادرة عن السلطة الكنسية (قيادة الكنيسة)، لحكومة منظمة أو كنيسة مسيحية وأعضائها. هذا هو القانون الداخلي الذي ينظم العمل الكنسي للكنيسة الكاثوليكية (الكنيسة الرومانية الكاثوليكية وطقوس الكنائس الكاثوليكية الشرقية على حد سواء)، والكنائس الاورثوذكسية الشرقية والمشرقية، والكنيسة الأنجليكانية. هذه القوانين هي قواعد ملزمة والتي تحكم علاقات الأفراد ومعاملاتهم، والتي تخضع للمصادر الكنسية المسيحية ولا تنصرف فقط إلى مسائل الأحوال الشخصية (من زواج وتفريق وغيره من مسائل الأحوال الشخصية) لكن أيضًا إلى تطبيق المصادر المسيحية الكنسية المعترف بها والمعتمدة والنابعة من سلطة الباباوات في جل معاملات المخاطبين بالقانون الكنسي في حالات عامة أو خاصة. تختلف الطريقة التي يتم بها تشريع قانون الكنيسة وتفسيره والفصل فيه في بعض الأحيان بشكل كبير بين هذه الهيئات الثلاث للكنائس. في جميع التقاليد الثلاثة، كان القانون في الأصل قاعدة يتبناها مجلس الكنيسة. وشكلت هذه الشرائع أساس القانون الكنسي.
يُمكن تقسيم تاريخ القانون الكنسي اللاتيني إلى أربع فترات: القانون القديم (باللاتينية: jus antiquum)، والقانون الجديد (باللاتينية: jus novum)، وقانون اليمين (باللاتينية: jus novissimum) وقانون القانون الكنسي. يخضع القانون الكنسي للكنائس الشرقية الكاثوليكية، الذي طور بعض الأنظمة والممارسات المختلفة، لعملية تدوين خاصة به، مما أدى إلى إصدار قانون قوانين الكنائس الشرقية الصادر في عام 1990 من قبل البابا يوحنا بولس الثاني.

#### القانون الكنسي للكنيسة الكاثوليكية

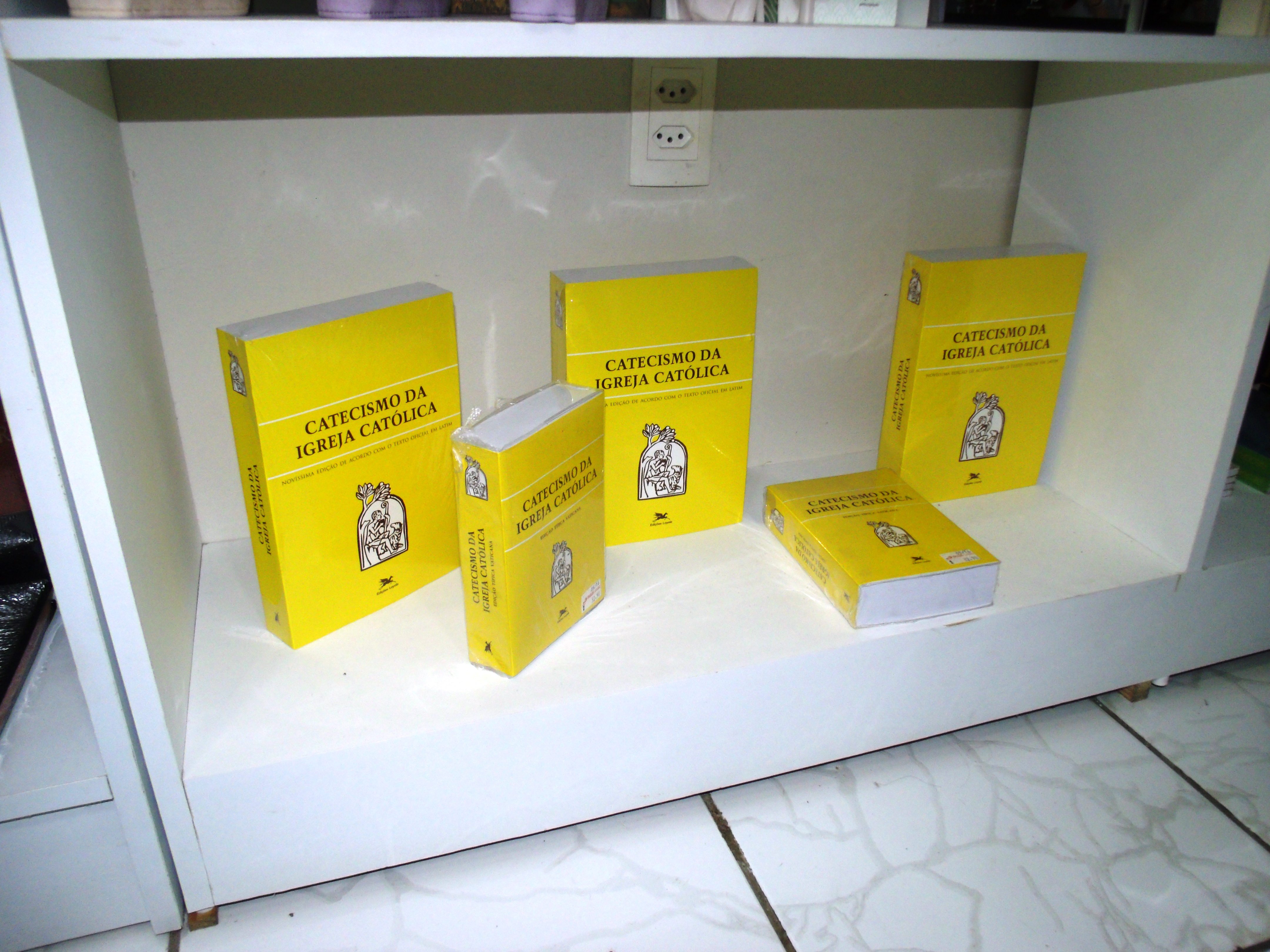
كتب التعليم المسيحي للكنيسة الكاثوليكية.

القانون الكنسي للكنيسة الكاثوليكية (باللاتينية: ius canonicum) هو نظام الشريعي والقوانين والمبادئ القانونية التي وضعتها وفرضتها السلطات الهرمية للكنيسة الكاثوليكية لتنظيم تنظيمها الخارجي وحكومتها وتنظيمها وتوجيه نشاطات الكاثوليك نحو رسالة الكنيسة.  ومثل ذلك كان مرتبطًا بشكل مباشر مع القانون المدني، حيث أن القانون المدني ممثل لسلطة الإمبراطور، والذي كان أيضًا مرتبط ارتباطًا مباشرًا مع القانون الكنسي والقانون الروحي الذي يمثل السلطة البابوية. المحاكم كانت منفصلة: نظام مدني وكنسي. بعض السلطات القضائية كان فيها تداخل. كان القانون الكنسي للكنيسة الكاثوليكية أول نظام قانوني غربي حديث، وهو أقدم نظام قانوني يعمل باستمرار في العالم الغربي، قبل تطور القانون المدني الأوروبي وأنظمة الحكم العام. في حين أن التقاليد الفريدة لقانون الكنسية الشرقية الكاثوليكية تحكم 23 كنيسة كاثوليكية شرقية خاصة.
قبل الإصلاح البروتستانتي كان للكنيسة سلطة في القضايا المدنية، خصوصًا في مسائل الأسرة والميراث. تأثر القانون الكنسي بالقانون الروماني وعند نهضة التعليم في إيطاليا، حيث بنيت أول جامعة هي جامعة بولونيا، فعرفت الجامعة كمركز لدراسات القانون الكنسي. وعُلّم في الجامعات الأوروبية وخاصةً في إيطاليا القانون الكنسي جنبًا إلى جنب مع القانون الروماني المدني، بالإضافة منحت درجات الدبلوم والدكتوراة في القانون الكنسي. اليوم ما زالت العديد من المؤسسات الجامعيّة المسيحيّة خصوصًا الجامعات البابوية تدرّس القانون الكنسي.
القانون الكنسي الروماني الكاثوليكي هو نظام قانوني متطور بالكامل، مع جميع العناصر الضرورية: المحاكم، والمحامون، والقضاة، وقانون قانوني مُفصّل بالكامل، ومبادئ التفسير القانوني، والعقوبات القسرية، على الرغم من أنه يفتقر إلى القوة الملزمة مدنيًا المُطبق في معظم السلطات القضائية العلمانية. تم تكييف الكثير من الأسلوب التشريعي للقانون الكنسي من قانون القانون الروماني لقانون جستنيان. وتتبع النظرية الفقهية الكنسية بشكل عام مبادئ الفلسفة القانونية الأرسطية التوماوية. الدرجات الأكاديمية في القانون الكنسي هي ليسانس في القانون الكنسي وتؤخذ عادة كدرجة دراسات عليا، وإجازة جامعية في القانون الكنسي ودكتور في القانون الكنسي أو دكتوراه في القانون الكنسي. بسبب طبيعتها المتخصصة، تُعتبر الدرجات العلمية المتقدمة في القانون المدني أو اللاهوت شروطًا أساسية لدراسة القانون الكنسي.

#### القانون الكنسي للكنيسة الأرثوذكسية الشرقية
قامت الكنيسة الأرثوذكسية الشرقية، بشكل أساسي من خلال عمل الباحث الرهباني الأثوني في القرن الثامن عشر، نيقوديموس الهاجيوريت، بتجميع شرائع وتعليقات السلطات الكنيسة الأرثوذكسية الشرقية في عمل يُعرف باسم Pēdálion (باليونانية: Πηδάλιον)، وسُميت بهذا الاسم لأنها تعني «لتوجيه» الكنيسة في نظامها. ويجب تطبيق التحديدات العقائدية للمجامع بصرامة لأنها تعتبر أساسية لوحدة الكنيسة والحفاظ على الإنجيل بأمانة بحسب المعتقدات الأرثوذكسية.

#### القانون الكنسي للكنيسة الأنجليكانية
في كنيسة إنجلترا، لا تزال المحاكم الكنسية التي قررت سابقًا في العديد من الأمور مثل النزاعات المتعلقة بالزواج والطلاق والوصايا والتشهير، تتمتع بالسلطة القضائية في بعض الأمور المتعلقة بالكنيسة (مثل تأديب رجال الدين، وتغيير ممتلكات الكنيسة، والقضايا المتعلقة بساحات الكنائس). يعود وضعهم المنفصل إلى القرن الثاني عشر عندما فصلهم النورمان عن المقاطعة العلمانية / الدينية المختلطة والمحاكم المحلية التي كان يستخدمها الساكسون. على عكس المحاكم الأخرى في إنجلترا، فإن القانون المستخدم في الأمور الكنسية هو على الأقل جزئيًا نظام قانون مدني، وليس قانونًا عامًا، على الرغم من أنه محكوم بشدة بالقوانين البرلمانية. منذ الإصلاح البروتستانتي، أصبحت المحاكم الكنسية في إنجلترا محاكم ملكية. ألغى هنري الثامن تدريس القانون الكنسي في جامعتي أكسفورد وكامبريدج؛ بعد ذلك تم تدريب الممارسين في المحاكم الكنسية في القانون المدني، وحصلوا على درجة الدكتوراه في القانون المدني (DCL) من جامعة أكسفورد، أو درجة الدكتوراه في القانون (LL.D) من جامعة كامبريدج. تمركز هؤلاء المحامون (يُطلق عليهم «الأطباء» و«المدنيون») في «دكتورز كومنز»، على بعد بضعة شوارع جنوب كاتدرائية القديس بولس في لندن، حيث احتكروا قضايا الوصايا والإرث والزواج والأميرالية حتى تم إلغاء اختصاصهم إلى القانون العام المحاكم في منتصف القرن التاسع عشر.

#### القانون الكنسي للكنيسة المشيخية
في الكنائس المشيخية والإصلاحية، يُعرف القانون الكنسي باسم «الممارسة والإجراءات» أو «نظام الكنيسة»، ويتضمن قوانين الكنيسة التي تحترم حكومتها ونظامها وممارساتها القانونية وعبادتها.
تم انتقاد القانون الكنسي الروماني من قبل المشيخيين في وقت مبكر من عام 1572 في العتاب على البرلمان. تركز الاحتجاج على الدفاع المعياري الذي يمكن الإبقاء على القانون الكنسي طالما أنه لا يتعارض مع القانون المدني. وفقًا لبولي ها، دحضت حكومة الكنيسة الإصلاحية هذا، مدعية أن الأساقفة كانوا يطبقون القانون الكنسي منذ 1500 عام.

#### القانون الكنسي للكنيسة اللوثرية
كتاب الوفاق (بالألمانية: Konkordienbuch)، هو البيان العقائدي التاريخي للكنيسة اللوثرية، يتألف من عشرة وثائق عقدية معترف بموثوقيتها في اللوثرية منذ القرن السادس عشر. وهي تُعرف أيضًا باسم الكتب الرمزية للكنيسة اللوثرية الإنجيلية. نشر كتاب الوفاق باللغة الألمانية بمدينة درسدن في 25 يونيو 1580 الموافق للذكرى السنوية الخمسين لتقديم إقرار أوغسبورغ إلى الإمبراطور شارل الخامس في اجتماع أوغسبورغ. نشر النسخة اللاتينية الموثوقة سنة 1584 في لايبزيغ. أولئك الذين يقبلون بها كمعيار مذهبي يعتبرونه عرض وفي للكتابات المقدسة. الكتابات المقدسة ترد في كتاب الوفاق على أنها سولا سكريبتورا، والمصدر الإلهي وقواعد كل الدين المسيحي. ومع ذلك، فإن كتاب الوفاق هو وثيقة طائفية (تنص على المعتقد الأرثوذكسي) وليس كتاب القواعد الكنسية أو الانضباط، مثل القانون الكنسي. تؤسس كل كنيسة وطنية لوثرية نظامها الخاص للترتيب والانضباط الكنسي، على الرغم من الإشارة إلى هذه باسم «القوانين».